# Kagjinas
Kagjinas – wieś położona w południowo-wschodniej części Albanii w gminie Novoselë. Wieś znajduje się 131 kilometrów od stolicy państwa, Tirany.